# Ārmūt
Ārmūt (persiska: اَرموت, Armūt, آرموت) är en ort i Iran.   Den ligger i provinsen Alborz, i den norra delen av landet, 90 km nordväst om huvudstaden Teheran. Ārmūt ligger 1 813 meter över havet och antalet invånare är 135.
Terrängen runt Ārmūt är kuperad åt sydost, men åt nordväst är den bergig. Ārmūt ligger nere i en dal.Runt Ārmūt är det ganska tätbefolkat, med 86 invånare per kvadratkilometer. Närmaste större samhälle är Abyek, 17,5 km sydväst om Ārmūt. Trakten runt Ārmūt består i huvudsak av gräsmarker.